# Amaroni
Amaroni ist eine italienische Stadt in der Provinz Catanzaro in Kalabrien mit 1642 Einwohnern (Stand 31. Dezember 2023).

## Lage und Daten
Amaroni liegt 32 km südwestlich von Catanzaro am Nordhang der Serre. Die Nachbargemeinden sind Girifalco, Squillace und Vallefiorita.

## Sehenswürdigkeiten
Im Ort stehen zahlreiche mittelalterliche Häuser.

## Partnergemeinden
Amaroni unterhält eine Partnerschaft mit der Gemeinde Risch in der Schweiz.